# Athos Vieira de Andrade
Athos Vieira de Andrade (Itanhomi, 1929 - Belo Horizonte, 8 de junho de 2010) foi um advogado e político brasileiro do estado de Minas Gerais.
Cumpriu três mandatos como deputado estadual de Minas Gerais, da 4ª à 6ª legislatura (1959-1971), pelo PR, nos dois primeiros mandatos e pela ARENA no último.

Exerceu um mandato como deputado federal (1971-1974). Nos anos seguintes, foi diretor da representação do governo de Minas Gerais em Brasília (1975-1983). Paralelamente, exerceu várias atividades na Igreja Presbiteriana, como regente de coral, diácono, presbítero, presidente de presbitérios e sínodos. Foi também reitor da Universidade Presbiteriana Mackenzie e juiz do Tribunal de Recursos do Supremo Concílio da Igreja Presbiteriana do Brasil.

Em 1961, visitou Cuba oficialmente, com outros parlamentares brasileiros. Na Suíça, em 1974, representou o Brasil no Congresso Internacional de Evangelização. Em edição própria, publicou o livro "Cuba, estopim do mundo".

Em 1969, elegeu-se Grão-Mestre do Grande Oriente de Minas Gerais, uma das principais funções da maçonaria no Estado
Escreveu o livro  O Evangelho e a Maçonaria - Uma parceria que deu certo no Brasil.